# خرسانگان
خرسانگان (نام علمی: Ursavini) نام یک تبار از زیرخانواده خرسیان است.